# Spareinlage
Spareinlagen (auch Sparguthaben) sind Bankguthaben bei Kreditinstituten, die der unbefristeten Geldanlage dienen und nicht für den Zahlungsverkehr bestimmt sind.

## Allgemeines
Spareinlagen sind eine der drei Formen der Bankguthaben, zu denen noch Sichteinlagen und befristete Einlagen gehören. Alle drei Formen unterscheiden sich vor allem durch ihre Laufzeit oder Kündigungsfrist, denn Sichteinlagen sind täglich fällig und verfügbar, die Laufzeit oder Kündigungsfrist von befristeten Einlagen beträgt mindestens einen Monat. Spareinlagen müssen eine Laufzeit oder Kündigungsfrist von mindestens drei Monaten aufweisen (§ 21 Abs. 4 Nr. 4 RechKredV). Es kann daher auch befristete Einlagen mit einer Laufzeit oder Kündigungsfrist von sechs Monaten oder mehr geben, sofern sie ausdrücklich als befristete Einlagen vereinbart werden. Nur Sichteinlagen dürfen neben der Geldanlage für Zahlungsverkehrszwecke verwendet werden. Bei normaler Zinsstruktur besitzen die Sichteinlagen das niedrigste Zinsniveau, gefolgt von Termingeldern; die höchsten Zinsen dieser drei Formen werden dann bei Spareinlagen erzielt.

## Geschichte

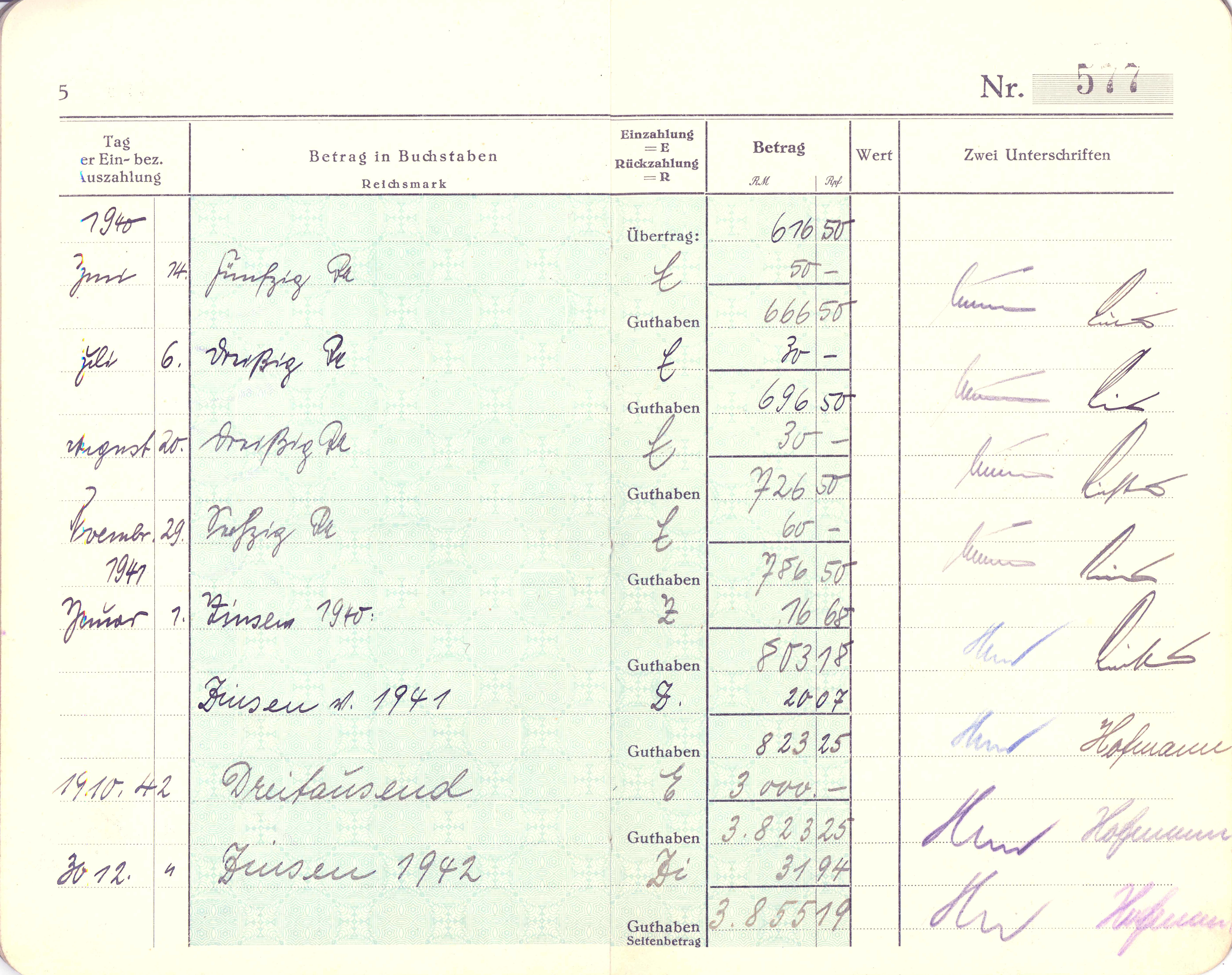
Sparbuch Girokasse Hilbersdorf-Muldenhütten 1935

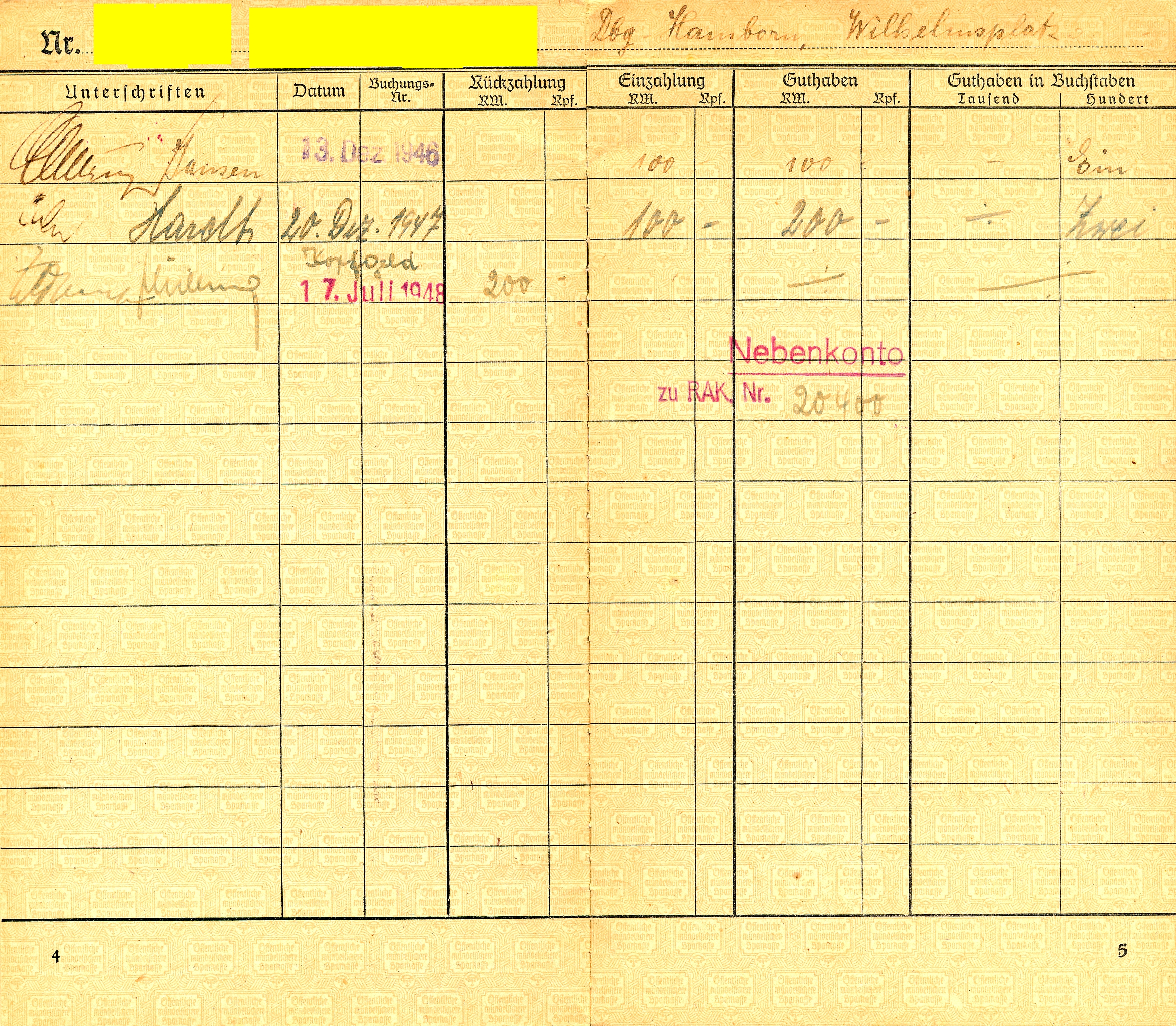
Sparbuch von 1946 mit Kopfgeld-Vermerk

Der erste Hinweis auf die Ausgabe von Sparkassenbüchern findet sich in einem Bericht des Rendanten (Zahlmeister) der am 15. Juni 1818 gegründeten Stadtsparkasse Berlin. Darin heißt es: „Über die eingezahlten Summen erhält jeder Interessent ein sogenanntes Quittungs-Buch, welches zugleich das Statut mit enthält, eine Nummer erhält und mit der Unterschrift des Curatoriums versehen wird. Bei der Präsentation des Quittungs-Buches wird dasselbe von der Buchhalterei mit dem Conto im Haupt-Buche verglichen, demnächst die resp. Einnahmen oder Ausgaben eingetragen, sodann zum Kasse-Journal gegeben.“ Die nachfolgenden Sparkassen gaben zu Beginn „Sparkassenscheine“ aus, auf denen die „Versorgungsanstalt“ dem Sparer versicherte, dass er zum festgesetzten Zeitpunkt seine Einlage einschließlich der bis dahin aufgelaufenen Zinsen zurückerhält. Sie wurden 1833 auf den Namen der „Darleiher“ ausgestellt, galten also als Darlehen, für welches das Kommunalvermögen als Sicherheit für Kapital und Zins diente (§ 2 Statuten der Sparkasse Nürnberg), Sparguthaben durften in der Regel 300 Gulden nicht übersteigen (§ 5 ders.). Eine Abtretung oder Verpfändung des Sparkassenscheins war nicht statthaft (§ 7 ders.), hingegen konnten Sparkassenscheine vererbt werden. Die Legitimationswirkung ähnelte bereits dem heutigen Sparbuch (§ 9 ders.). Die Zinszahlungstermine standen von vorneherein fest, so dass sich jeder Inhaber von Sparkassenscheinen zwecks Abhebung der Zinsen an diesen Terminen zu melden hatte. Das erste in Österreich ausgegebene Sparbuch war das Einlagebuch Nr. 1, das am 4. Oktober 1819 von der Ersten österreichischen Spar-Casse ausgegeben wurde. Als in Berlin am 12. Dezember 1838 das erste Sparkassengesetz (Reglement, die Einrichtung des Sparkassenwesens betreffend) in Kraft trat, waren darin nur noch „Sparbücher“ erwähnt. Zumindest in Preußen hatten sie sich zu dieser Zeit durchgesetzt. In anderen deutschen Staaten und Ländern dominierten noch bis zum Anfang des 20. Jahrhunderts die „Sparkassen-“ oder „Einlagescheine“. 1884 gab es in Deutschland bereits 6 Millionen Sparbücher, 1910 waren es 21,5 Millionen (33 % der Einwohner hatten ein Sparbuch).
Als am 21. Juni 1948 in den westlichen Besatzungszonen die Deutsche Mark (DM) eingeführt wurde, erhielt jeder Bürger 40 DM „Kopfgeld“ und einen Monat später weitere 20 DM. Auf Spareinlagen wurden 100 Reichsmark (RM) gegen 6,50 DM umgetauscht. Vor allem die Kleinsparer erlitten somit einen Verlust von 93,5 %.

## Aktuelle Situation
Im Oktober 2014 hatten private Haushalte bei deutschen Banken für 527,680 Milliarden Euro Einlagen mit vereinbarter Kündigungsfrist bis 3 Monate.
Die Zahl der Sparbuchinhaber ist gesunken. Im Jahr 2014 besaßen 50,5 Prozent der Deutschen ein Sparbuch; das waren 4,5 Prozentpunkte weniger als 2013. Es war die häufigste Geldanlageform der Deutschen. 
Hauptursache für den Rückgang waren höher verzinste Termingeldangebote von Direktbanken. 
Einige Banken reagierten darauf und begannen, ähnlich hoch verzinste Online-Sparbücher anzubieten.

## Übersicht
Die klassischen zinstragenden Finanzprodukte des Bankenmarkts werden wie folgt unterschieden:
| Produktgruppe       | Finanzprodukt              | Laufzeit / Kündigungsfrist                                        | Habenzinsart                           |
| ------------------- | -------------------------- | ----------------------------------------------------------------- | -------------------------------------- |
| Sichteinlagen       | Girokonto, Tagesgeldkonto  | täglich fällig                                                    | variabler Zins                         |
| befristete Einlagen | Termingeld, Kündigungsgeld | 1 Monat bis 12 Monate                                             | Festzins                               |
| Spareinlagen        | Sparkonto, Prämiensparen   | mindestens 3 Monate (§ 21 Abs. 4 Nr. 4 RechKredV) und unbefristet | variabler Zins (Spareckzins), Festzins |

Alle hier aufgeführten Produktgruppen gehören zum Einlagengeschäft der Kreditinstitute.

## Rechtslage in Deutschland
Zivilrechtlich gelten Spareinlagen als Darlehen (§ 488 BGB), so dass die darlehensrechtlichen Form-, Fristen- und Kündigungsregelungen gelten, sofern nichts anderes vereinbart wird.
Das ursprüngliche bankaufsichtsrechtliche Ziel, mit Spareinlagen eine für den Sparer leicht handhabbare, standardisierte Anlageform zu schaffen, schlug sich unter anderem darin nieder, dass der Begriff der Spareinlage bis Juni 1993 in §§ 21 und 22 Kreditwesengesetz (KWG) a. F. geregelt und damit gesetzlich geschützt war. Die Bankenaufsicht hielt eine derart weit reichende Regulierung des Sparverkehrs nicht mehr für erforderlich und mit dem Prinzip der Vertragsfreiheit wenig vereinbar. Im Rahmen der vierten KWG-Novelle wurden die Sparverkehrsvorschriften daher dereguliert. Seit dem 1. Juli 1993 ist der Spareinlagenbegriff in § 21 Abs. 4 der Kreditinstituts-Rechnungslegungsverordnung (RechKredV) definiert.
An die Stelle eines umfassenden rechtlichen Begriffsschutzes und einer Vertragsregulierung war damit eine reine Bilanzierungsvorschrift getreten. Die Kreditinstitute können seither nach Belieben Anlageprodukte unter der Bezeichnung Spareinlage anbieten. Als solche bilanzieren dürfen sie jedoch nur Einlagen im Sinne des § 21 Abs. 4 RechKredV. Eine derartige Bilanzierungsvorschrift ist notwendig, weil sowohl die Mindestreservebestimmungen in § 16 des Bundesbankgesetz als auch die bankaufsichtlichen Liquiditätsgrundsätze an der Bilanzposition „Spareinlagen“ anknüpfen und diese Vorschriften insbesondere eine unterschiedliche Behandlung von Termineinlagen und Spareinlagen vorsehen.

## Voraussetzungen von Spareinlagen
Deshalb hat der Gesetzgeber es für notwendig erachtet, den Begriff der Spareinlagen mit Hilfe der Legaldefinition in § 21 Abs. 4 RechKredV aufsichtsrechtlich vorzugeben. Daneben gibt es noch Spareinlagen bei Wohnungsunternehmen mit Spareinrichtung, die in § 1 Abs. 29 Satz 2 KWG so definiert sind:
- unbefristete Gelder, die
  - durch Ausfertigung einer Urkunde, insbesondere eines Sparbuchs, als Spareinlagen gekennzeichnet sind,
  - nicht für den Zahlungsverkehr bestimmt sind,
  - nicht von Kapitalgesellschaften, Genossenschaften, wirtschaftlichen Vereinen, Personenhandelsgesellschaften oder von Unternehmen mit Sitz im Ausland mit vergleichbarer Rechtsform angenommen werden, es sei denn, diese Unternehmen dienen gemeinnützigen, mildtätigen oder kirchlichen Zwecken oder bei den von diesen Unternehmen angenommenen Geldern handelt es sich um Sicherheiten gemäß § 551 BGB, und
  - eine Kündigungsfrist von mindestens drei Monaten aufweisen;
- Einlagen, deren Sparbedingungen dem Kunden das Recht einräumen, über seine Einlagen mit einer Kündigungsfrist von drei Monaten bis zu einem bestimmten Betrag, der je Sparkonto und Kalendermonat 2000 Euro nicht überschreiten darf, ohne Kündigung zu verfügen;
- Geldbeträge, die auf Grund von Vermögensbildungsgesetzen geleistet werden.

Diese Voraussetzungen sind kumulativ zu erfüllen.

## Personenkreis
Der Kreis der Anleger, von dem Spareinlagen durch Kreditinstitute angenommen werden dürfen, ist eingeschränkt. Insbesondere handelt es sich dabei um natürliche Personen oder um Personenzusammenschlüsse, die gemeinnützigen, mildtätigen oder kirchlichen Zwecken dienen. Auch Kommunen, Sozialversicherungsträger, rechtsfähige Vereine und BGB-Gesellschaften können weiterhin Spareinlagen begründen. Von juristischen Personen oder Personenhandelsgesellschaften können, sofern sie nicht gemeinnützigen, mildtätigen oder kirchlichen Zwecken dienen, prinzipiell keine Spareinlagen mehr hereingenommen werden. Nach der alten KWG-Regelung (§ 21 Abs. 3 KWG a. F.) konnten Geldbeträge von diesen Einlegergruppen dann als Spareinlage angenommen werden, wenn diese belegen konnten, dass die Gelder der Anlage oder Ansammlung von Vermögen dienen („Dartunserklärung“). Spareinlagen, die aufgrund dieser Regelung vor dem 1. Juli 1993 begründet wurden, durften nach § 39 Abs. 5 RechKredV auch nach dem 1. Juli 1993 noch als solche bezeichnet werden.

## Rechtsnatur des Sparbuchs

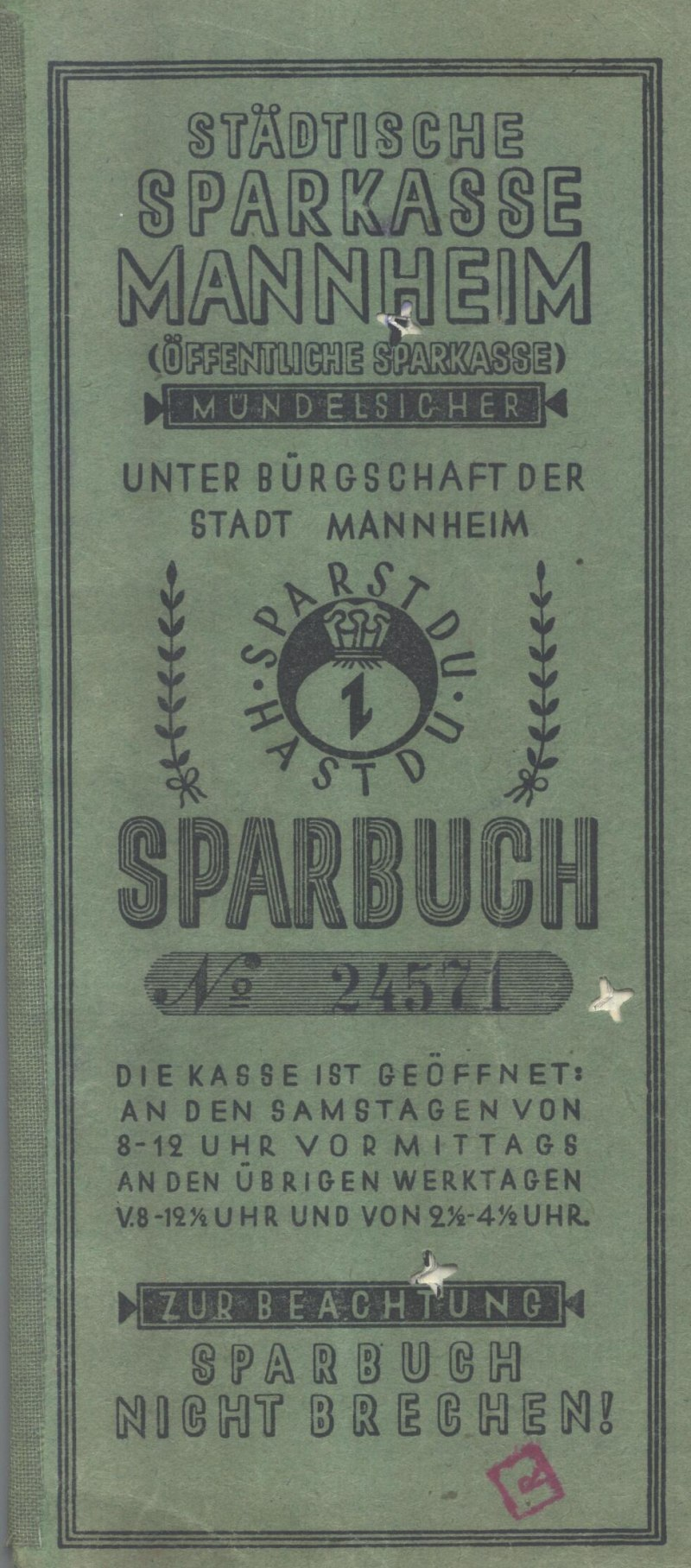
Sparbuch der Sparkasse Mannheim (1942)

Das Sparbuch oder Sparkassenbuch weist die Geldbewegungen (Bareinzahlungen, Barauszahlungen, Zinsgutschriften usw.) eines Sparkontos aus. Ein Sparkonto wird für jede Spareinlage, der wohl am meisten verbreiteten Form der Geldanlage in Deutschland, geführt. Von einer Sparkasse ausgegebene Sparurkunden tragen in der Regel die Bezeichnung Sparkassenbuch, Banken geben meist das Sparbuch heraus.
Das Spar[kassen]buch ist eine auf den Namen eines bestimmten Gläubigers (den Sparer) ausgestellte Schuldurkunde, die das Rückzahlungsversprechen eines bestimmten Kreditinstituts enthält. Zudem erfüllt das Sparkassenbuch sämtliche Kriterien, die seine Zuordnung zu den Wertpapieren erfordert. Konkret handelt es sich sowohl um ein qualifiziertes Legitimationspapier als auch um ein hinkendes Inhaberpapier, das im Hinblick auf seine Übertragbarkeit zu den Namenspapieren gerechnet wird. Ausnahmsweise gibt es auch die Form des Überbringersparbuchs, das zu den Inhaberpapieren gehört.

### Qualifiziertes Legitimationspapier
Das Sparbuch ist ein „qualifiziertes Legitimationspapier“ im Sinne des § 808 Abs. 1 Satz 1 BGB. Danach kann das Kreditinstitut an den jeweiligen Vorleger des Sparbuchs mit schuldbefreiender Wirkung auszahlen, sofern die Verfügung innerhalb der vertraglichen Abmachung liegt (der so genannten „versprochenen Leistung“; also nur Verfügungen über gekündigte Beträge und im Rahmen der unten genannten Ausnahme). Das Sparbuch enthält den Namen des Gläubigers, das schuldende Kreditinstitut darf jedoch im Rahmen der versprochenen Leistung an jeden Inhaber mit schuldbefreiender Wirkung auszahlen. Es wird auch deshalb qualifiziertes Legitimationspapier genannt, weil es sich um eine Urkunde handelt, bei der der Schuldner nur an den Inhaber zu leisten braucht. Sparbücher geben den Namen des Gläubigers an, werden aber mit der Bestimmung ausgegeben, dass die versprochene Leistung an jeden Inhaber bewirkt werden kann.
Kreditinstitute können dem Kunden das Recht einräumen, über einen Betrag von maximal 2000 € je Kalendermonat ohne Kündigung zu verfügen, sofern die Spareinlage über eine Kündigungsfrist von 3 Monaten verfügt. Sofern die Kreditinstitute im Einzelfall eine Verfügung über einen höheren als den vereinbarten Betrag zulassen oder der Spareinlage eine andere Kündigungsfrist zugrunde liegt, werden Vorschusszinsen berechnet.

### Hinkendes Inhaberpapier
Der Begriff hinkendes Inhaberpapier (§ 808 Abs. 1 Satz 2 BGB) ist missverständlich, denn es handelt sich um Namenspapiere mit Legitimationsklausel. Zwar ist jeder Inhaber des Sparbuchs berechtigt, die versprochene Leistung vom Kreditinstitut zu verlangen (Inhaberpapier), das Kreditinstitut ist jedoch nicht verpflichtet, ohne Prüfung der Legitimation des Vorlegers zu zahlen (Einschränkung der Legitimationswirkung).

### Übertragbarkeit
Zunächst ist bei Namenspapieren lediglich der namentlich Benannte berechtigt, die Leistung vom Schuldner zu verlangen. Bei Sparbüchern ist deshalb zunächst der namentlich genannte Sparer alleine berechtigt, Auszahlungen vom Kreditinstitut zu fordern. Sofern eine Übertragung vom namentlich Benannten auf andere Gläubiger erfolgen soll, werden Spar(kassen)bücher (genauer: die darin verbrieften Spareinlagen) wie alle Namenspapiere durch Zession übertragen. Eine bloße Übergabe des Spar[kassen]buchs ist für die Rechtswirksamkeit einer Übertragung weder ausreichend noch erforderlich. Vielmehr muss die in der Urkunde verbriefte Spareinlage nach den § 398, § 413 BGB durch Zession vom bisherigen Gläubiger (Zedent) an einen neuen Gläubiger (Zessionar) übertragen werden. Der Zessionar hat sodann Anspruch auf Herausgabe der Urkunde (§ 412, § 985, § 952 Abs. 1 Satz 2 BGB). Das Recht am Sparbuch (Eigentumsrecht an der Urkunde) folgt also dem Recht aus dem Sparbuch (Forderungsrecht). Da die Zession schuldrechtlichen Grundsätzen folgt, ist ein gutgläubiger Erwerb ausgeschlossen, weil dieser nur im Sachenrecht vorgesehen ist. Materiell Berechtigter aus einem Sparkassenbuch ist, wer sich durch eine lückenlose Zessionskette, die auf den Aussteller der Urkunde zurückzuführen sein muss, legitimieren kann.

## Einzahlung von Spareinlagen
Die Hereinnahme von Spareinlagen ist Bankgeschäft im Sinne von § 1 Abs. 1 Satz 2 Nr. 1 KWG, so dass es einer vom BaFin erteilten Bankerlaubnis gemäß § 32 KWG bedarf. Deshalb sind überwiegend Kreditinstitute berechtigt, Geldanlagen unter der Bezeichnung „Spareinlagen“ anzunehmen.
Bereits früh hat die Rechtsprechung zur Frage der Wertstellung bei Einzahlungen Stellung genommen. Durch Bareinzahlungen auf das Konto entstehen bereits mit der Einzahlung – nicht erst mit der Gutschrift oder der Wertstellung – Forderungsrechte des Kunden gegen die Bank. Einzahlungen auf Konten müssen mit Zinswirkung Einzahlungstag gutgeschrieben werden, abweichende Vereinbarungen sind nicht statthaft. Seit November 2009 regelt § 675t BGB nunmehr, dass bei Bareinzahlungen auf Zahlungskonten der Betrag dem Empfänger unverzüglich zur Verfügung gestellt werden muss. Der Begriff „Zahlungskonten“ erfasst gemäß § 1 Abs. 17 Zahlungsdiensteaufsichtsgesetz nicht die Sparkonten, so dass § 675t BGB formal auf Sparkonten nicht anwendbar ist, aber in der Praxis dennoch übernommen wird.
Zahlt ein Dritter vorbehaltslos auf ein fremdes Sparkonto ein, so wird der Inhaber dieses Sparkontos auch Gläubiger dieser Einzahlung. Legt ein naher Angehöriger ein Sparbuch auf den Namen eines Kindes an, ohne dieses aus der Hand zu geben, so ist aus diesem Verhalten in der Regel zu schließen, dass der Zuwendende sich die Verfügung über das Sparguthaben bis zu seinem Tode vorbehalten will.

## Zinsgutschrift

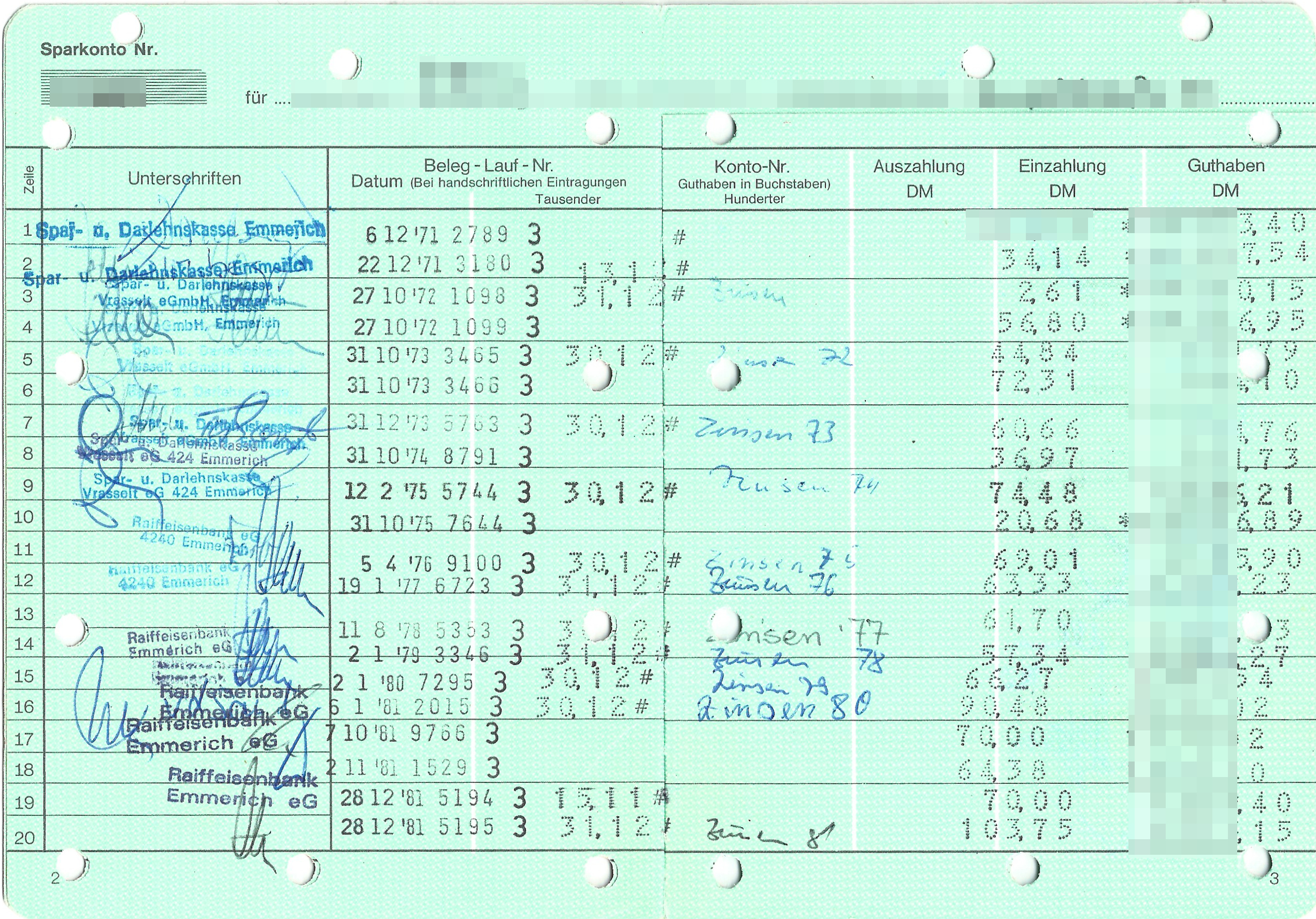
Sparbuch mit den Zinsgutschriften für die Jahre 1971–81

Die Gutschrift der Zinsen auf Sparkonten erfolgt in der Regel einmal jährlich, auf Anforderung des Sparers oder bei Schließung des Kontos. Die Zinsen werden meist nicht sofort Bestandteil des Sparguthabens und daher auch nicht mit verzinst (siehe Zinskapitalisierung). Eine gleich bleibende oder eine variable Verzinsung der Spareinlagen unterliegt keiner gerichtlichen AGB-Inhaltskontrolle. Üblich ist bei Spareinlagen die Verzinsung mit dem so genannten Spareckzins, einem variablen Zinssatz. Die Festlegung eines einseitigen Zinsänderungsrechts der Kreditinstitute in ihren Allgemeinen Geschäftsbedingungen bei vereinbarter variabler Verzinsung von Spareinlagen ist für den Sparer nicht grundsätzlich unzumutbar. Die Unzumutbarkeit kann sich vielmehr aus der Ausgestaltung der Zinsänderungsklausel, die bei formularmäßiger Vereinbarung der Inhaltskontrolle nach § 308 Nr. 4 BGB unterliegt, ergeben. Wie der BGH am 17. Februar 2004 für eine vergleichbare Klausel entschieden hat, weist die nicht näher begrenzte Befugnis eines Kreditinstituts, dem Sparer den jeweiligen – durch Aushang bekannt gemachten – Zinssatz zu zahlen, nicht das erforderliche Mindestmaß an Kalkulierbarkeit möglicher Zinsänderungen auf. Die Klausel lässt weder die Voraussetzungen noch den Umfang der Änderungen erkennen, ermöglicht eine Änderung des Zinssatzes ohne Rücksicht auf das bei Vertragsbeginn bestehende Äquivalenzverhältnis von Leistung und Gegenleistung und ist damit für den Sparer jedenfalls bei auf eine längere Laufzeit angelegten Verträgen unzumutbar.

## Verfügung über Spareinlagen
Die entfallene Regelung des § 21 Abs. 4 KWG a. F. sah vor, dass über Spareinlagen nur gegen Vorlage des Spar(kassen)buchs verfügt werden konnte. Diese Regelung findet sich nunmehr in den meisten Allgemeinen Sparbedingungen der Kreditinstitute, die Bestandteil der Allgemeinen Geschäftsbedingungen darstellen, wieder. Danach ist erforderlich, dass der Sparer im Regelfall über seine Spareinlage nur gegen Vorlage des Sparbuchs verfügen kann und dass das Kreditinstitut ohne Vorlage der Urkunde nicht zur Leistung verpflichtet ist.
Nur folgende Ausnahmen sind zulässig:
- Daueraufträge zu Gunsten eines anderen Sparkontos des Sparers bei demselben Kreditinstitut,
- Belastungen durch das Kreditinstitut, zum Beispiel für Tilgungsraten, Wertpapierkäufe, Depotgebühren,
- Überweisungen an den Sparer selbst, wenn er etwa wegen Krankheit verhindert ist oder
- nach Verlust der Sparurkunde.

In § 21 Abs. 4 Satz 2 RechKredV werden darlehensrechtliche Kündigungsvorschriften zu Gunsten des Sparers modifiziert. Danach können Kreditinstitute in ihren Sparbedingungen vereinbaren, dass der Sparer ohne Kündigung über einen Teil seiner Spareinlagen verfügen darf, und zwar bis zu maximal 2000 € pro Sparkonto; das gilt jedoch lediglich für Spareinlagen mit dreimonatiger Kündigungsfrist und ist jeweils auf einen Kalendermonat begrenzt. Überschreiten die Verfügungen diesen Schwellenbetrag der versprochenen Leistung, so ist eine Kündigung der Spareinlagen erforderlich. Zusätzlich zu den 2000 € Freibetrag kann der Sparer in den ersten beiden Monaten des Kalenderjahres Januar und Februar über die im vergangenen Jahr gutgeschriebenen Zinsen verfügen.
Laut Urteil des Oberlandesgericht Frankfurt verjähren der Auskunftsanspruch des Sparers und der Anspruch auf Auszahlung des Sparguthabens und der angefallenen Zinsen nicht schon dadurch, dass ein Sparbuch über Jahrzehnte unberührt bleibt.

## Kündigung

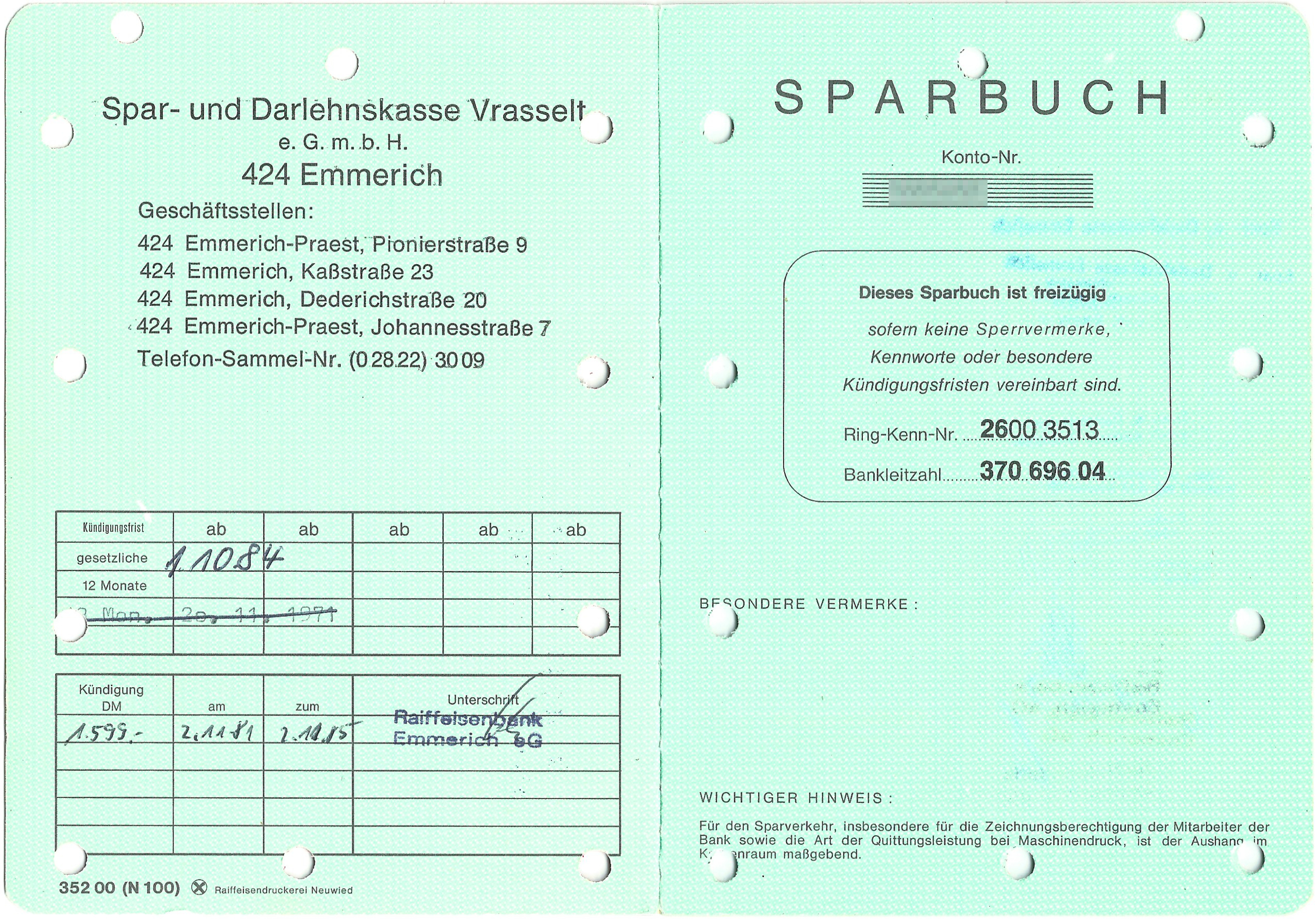
Innenseite eines Sparbuchs mit der eingetragenen Kündigung einer Spareinlage in 48 Monaten

Mit der Kündigung zwecks Fälligstellung der Spareinlagen bringt der Sparer zum Ausdruck, dass er das bestehende Sparguthaben teilweise oder ganz zurückfordern will und er im letzten Falle den Sparvertrag beenden möchte. Nach Ablauf der Kündigungsfrist erhält der Sparer durch seine fristgerechte Kündigung einen Anspruch auf sofortige Rückzahlung des dann fälligen Sparguthabens.
Wird dagegen eine Spareinlage vor ihrer Fälligkeit (also ohne Einhaltung der Kündigungsfrist oder vor Ablauf einer eventuell besonders vereinbarten Kündigungssperrfrist) vorzeitig zurückgezahlt, so bedarf es eines so genannten Schuldabänderungsvertrags. Diesen kann allerdings nur der Kontoinhaber selbst mit dem Kreditinstitut abschließen. Ein Rechtsanspruch auf vorzeitige Kündigung steht dem Sparer nicht zu. Entspricht jedoch das Kreditinstitut dem Wunsch des Sparers auf vorzeitige Kündigung, so hat der Sparer in der Regel dafür eine Vorfälligkeitsentschädigung zu zahlen, die mit einer Zinseinbuße oder mit einem Kostennachteil verbunden sein kann. Das kann in Form von Vorschusszinsen, eines Vorfälligkeitsentgelts oder einer Parallelverzinsung erfolgen.
Wird über den gekündigten Betrag innerhalb von vier Wochen nach Fälligstellung nicht verfügt, so wird die Spareinlage (auch Spareinlagen, die eine Kündigungsfrist von länger als drei Monaten aufweisen) nach Ablauf dieser Frist fortan als Spareinlage mit dreimonatiger Kündigungsfrist ausgewiesen. Ein finanzieller Nachteil für den Sparer geht aus diesem Vorgang jedoch nicht hervor.

## Verlust des Sparbuchs
Bei Verlust oder Vernichtung der Sparurkunde war das Aufgebotsverfahren speziell für hinkende Inhaberpapiere nach § 1023 ZPO alte Fassung vorgesehen. § 1023 ZPO alte Fassung ist seit 1. September 2009 weggefallen. Das Aufgebotsverfahren zur Kraftloserklärung von Urkunden ist nun in §§ 466 ff. FamFG geregelt. Es besteht bei Spar(kassen)büchern die Möglichkeit eines vereinfachten Aufgebotsverfahrens. Dieses Verfahren findet außergerichtlich statt, indem der Verlust im Gemeinde- oder Amtsblatt öffentlich bekannt gemacht wird und dem Inhaber des Spar(kassen)buchs die Möglichkeit gibt, seine Rechte binnen drei Monaten anzumelden. Nach Ablauf der Ausschlussfrist wird das Spar(kassen)buch vom Vorstand des Kreditinstituts (etwa nach § 16 Abs. 2 Nr. 6 der Sparkassenverordnung NRW) für kraftlos erklärt. Diese Kraftloserklärung hat die Wirkung wie eine Kraftloserklärung als Teil eines Ausschlussurteils, das im gerichtlichen Aufgebotsverfahren ergeht (§ 952 ZPO). Dieses schließt andere Personen mit ihren möglichen Rechten an einem Spar(kassen)buch aus. Durch die Kraftloserklärung werden vernichtete, verloren gegangene oder abhanden gekommene Sparkassenbücher wertlos, weil der verbriefte Anspruch mit dem Ausschlussurteil erlischt.

## Arten
Spareinlagen unterliegen der Gestaltungsfreiheit der Kreditinstitute und treten insbesondere in folgenden Formen auf:
- Sparkonto
- Vermögenswirksamer Sparvertrag
- Prämiensparen
- Sparpläne

Sparpläne werden oft als Loseblattsparbücher geführt. Zunehmend wird das Sparbuch durch so genannte Sparcards ersetzt. Sparcards (spar - Karten) bieten für die Kunden den Vorteil, außerhalb der Geschäftszeiten Bargeld an Geldautomaten zu erhalten. Je nach Geldinstitut kann dies an eigenen Automaten oder sogar weltweit erfolgen. Meistens sind die Zinsen auf Sparcard-Konten höher als auf klassischen Sparbüchern. Im Gegenzug sind Abhebungen und Umbuchungen nur an Automaten oder online möglich.

## Einlagensicherung
Spareinlagen sind mündelsicher. Wie sämtliche Bankguthaben unterliegen auch Spareinlagen bei deutschen Kreditinstituten mindestens der gesetzlichen Einlagensicherung und häufig darüber hinaus der freiwilligen Einlagensicherung einzelner Bankenverbände.

### Allgemeines
Der Sparer ist Gläubiger der Spareinlagen und unterliegt deshalb den üblichen Gläubigerrisiken eines Kreditgebers, insbesondere der Gefahr, dass seine Spareinlagen nebst Zinsen teilweise oder gar nicht zurückgezahlt werden, weil das schuldende Kreditinstitut insolvent geworden ist. Dieses Anlegerrisiko wird dem Bankkunden sowohl durch das Einlagensicherungs- und Anlegerentschädigungsgesetz als auch die – fakultative – Zugehörigkeit der Kreditinstitute zu Sicherungseinrichtungen abgenommen, sofern seine Spareinlagen im Rahmen der gesicherten Höchstgrenze liegen. Überschreiten die Geldanlagen im Einzelfall diese gesicherte Höchstgrenze, ist zu fragen, wie mit den Überschreitungsbeträgen verfahren wird. Spektakuläre Fälle haben für Klarheit gesorgt, inwieweit hierbei fehlerhafte Aufklärung zur Beratungshaftung und damit zu Schadensersatzansprüchen des Sparers führen kann.

### Urteile des BGH
Der BGH hatte am 14. Juli 2009 über Schadensersatzansprüche zweier Anlegerinnen zu entscheiden, die bei einer in Insolvenz geratenen Bank Sparbriefe und Festgeld von jeweils deutlich über 20.000 € angelegt hatten. Nach Auffassung des BGH muss das Kreditinstitut den Anleger auf seine Risiken im Falle einer Insolvenz des Kreditinstituts hinweisen und darf unter Umständen gar keine Einlage bei sich empfehlen, wenn der Kunde ausdrücklich erklärt, eine sichere Geldanlage zu wollen.
Ein Kreditinstitut, das Bankgeschäfte oder Finanzdienstleistungen im Sinne des § 1 KWG betreibt, hat nach diesem Urteil seine Kunden im Preisaushang über seine Zugehörigkeit zu einer Einrichtung zur Sicherung der Ansprüche von Einlegern und Anlegern (Sicherungseinrichtung) zu informieren. Bei ausdrücklichem Wunsch des Anlegers nach einer sicheren Anlage genüge dem BGH zufolge der Hinweis in den Allgemeinen Geschäftsbedingungen auf Umfang und Form der Sicherung der Einlagen nicht. Vielmehr müsse die Bank ausdrücklich über die vorhandenen Sicherungsinstrumente aufklären.
Die Anlegerinnen klagten wegen Verletzung der Informations- und Beratungspflichten bezüglich Umfang und Höhe der Sicherung ihrer Spareinlagen. Über das Vermögen der Bank wurde im Juli 2003 das Insolvenzverfahren eröffnet. Die Anlegerinnen erhielten lediglich den gesetzlichen Entschädigungsbetrag von damals 20.000 € nach dem Einlagensicherungs- und Anlegerentschädigungsgesetz. Ein darüber hinausgehender Ausgleich war nicht möglich, da die Bank nicht dem Einlagensicherungsfonds des Bundesverbandes deutscher Banken e. V. angeschlossen war. Die Anlegerinnen wurden auch im Insolvenzverfahren nicht vollständig entschädigt, sodass sie den Restbetrag gegen den Insolvenzverwalter einklagten und Befriedigung aus einer Versicherung verlangten, die die Bank für Vermögensschäden abgeschlossen hatte.
Der BGH hat im zitierten Urteil bekräftigt, dass die beklagte Bank nicht gegen ihre Informationspflicht nach § 23a Abs. 1 Satz 2 KWG verstoßen hat, den Kunden vor Aufnahme der Geschäftsbeziehung schriftlich in leicht verständlicher Form über die für die Sicherung geltenden Bestimmungen einschließlich Umfang und Höhe der Sicherung zu informieren. Das Erfordernis der leichten Verständlichkeit der Information sei auch dann erfüllt, wenn die Information – wie im Fall – in den Allgemeinen Geschäftsbedingungen des Kreditinstituts enthalten ist und der Kunde hierauf gesondert hingewiesen wurde. Einer Unterzeichnung der Informationsschrift durch den Kunden bedarf es dagegen nicht. Der Kunde hat zu beweisen, dass die Bank ihrer Informationspflicht nicht nachgekommen ist. Dieser Beweis ist den Klägerinnen im vorliegenden Fall jedoch nicht gelungen.

### Gesetzliche Sicherung
Nach § 4 Abs. 2 Nr. 1 des Einlagensicherungs- und Anlegerentschädigungsgesetzes (EAEG) sind Einlagen bis zur Höhe von 100.000 € gesichert (seit 1. Januar 2011, bis dahin 50.000 €), die im Entschädigungsfall ausgezahlt werden, wenn ein Kreditinstitut nach § 5 EAEG nicht in der Lage ist, Einlagen zurückzuzahlen. Einlagen im Ausland sind entsprechend der EU-weit geregelten Einlagensicherung und Landeswährung auch bis 100.000 € bzw. 85.000 GBP abgesichert. Einlagen im Sinne dieses Gesetzes sind Guthaben bei Kreditinstituten, die im Rahmen der Geschäftstätigkeit eines Instituts und von diesem auf Grund gesetzlicher oder vertraglicher Bestimmungen zurückzuzahlen sind. Dazu zählen auch Forderungen, die das Institut durch Ausstellung einer Urkunde verbrieft hat, jedoch nicht Inhaber- und Orderschuldverschreibungen. Von dieser Bestimmung werden mithin auch Spareinlagen erfasst.

### Folgen
Eine Bank darf bei Zustandekommen eines Beratungsvertrages einem Kunden, der ein besonderes Interesse an der Nominalsicherheit einer Geldanlage offenbart hat, keine Einlage bei ihr selbst empfehlen, wenn bei ihr nur die gesetzliche Mindestdeckung nach dem Einlagensicherungs- und Anlegerentschädigungsgesetz besteht. Überschreitet mithin die Höhe der Geldanlagen den Umfang der Sicherungsinstrumente, muss die Bank auf einen möglichen Totalverlust des überschreitenden Betrages ausdrücklich hinweisen und eine Geldanlage des ungesicherten Teils bei sich ablehnen.
Privatrechtlich organisierte Banken, die nicht dem Einlagensicherungsfonds des Bundesverbandes Deutscher Banken e. V. angehören und Kundeneinlagen über 100.000 € hinaus annehmen und bei sich anlegen, kann ein Beratungsverschulden treffen. Dieses Beratungsverschulden kann einen gesonderten Schadensersatzanspruch des Sparers auslösen (§§ 249 ff. BGB). Zudem haben die Institute ihre Kunden vor Aufnahme der Geschäftsbeziehung schriftlich und leicht verständlich über die für die Sicherung geltenden Bestimmungen einschließlich Umfang und Höhe der Sicherung zu informieren (§ 23a KWG).
Um das Anlegerrisiko überhaupt konkret einschätzen zu können, müssen sich Bankkunden vor einer Geldanlage ausführlich über die Zugehörigkeit eines Kreditinstituts zu einem Einlagensicherungsfonds informieren und prüfen, ob der Umfang ihrer Geldanlagen durch den Umfang der Sicherungseinrichtungen vollständig gedeckt ist. Im Hinblick auf das Insolvenzrisiko der bei Kreditinstituten hinterlegten Wertpapiere siehe Wertpapierdepot.

## Zinssatz
Der Zinssatz der Spareinlage ist von Zeit und Jahr sowie von Anlageform und -Institut abhängig und richtet sich nach dem momentanen Leitzins der EZB. Unter Umständen, z. B. bei dem bis Juli 2022 im Euroraum geltenden extrem niedrigen Leitzins von 0,00 %, musste man auch mit effektiver Negativ-Verzinsung der Einlage rechnen, das heißt, dass der Zinssatz die damalige Inflationsrate in Deutschland (welche nahe 2 % lag) deutlich unterschritt, sodass man mit schleichenden Verlusten der Ersparnis rechnen musste (siehe Finanzrepression). Trotz der Zinswende der EZB, die sie im Jahr 2022 einleitete, steigen die Zinssätze für Sparguthaben nur sehr langsam und liegen deutlich unter dem Leitzins. Bei der Hyperinflation von 1923 bzw. der Währungsreform von 1948 handelte es sich dagegen nicht um kaum merkliche „schleichende“ Prozesse, sondern um „Finanzkatastrophen“, die mit den zwei verlorenen Weltkriegen zusammenhingen und bei denen praktisch alle Spareinlagen auf einen Schlag verloren gingen.

## Spareinlagen international

### Österreich

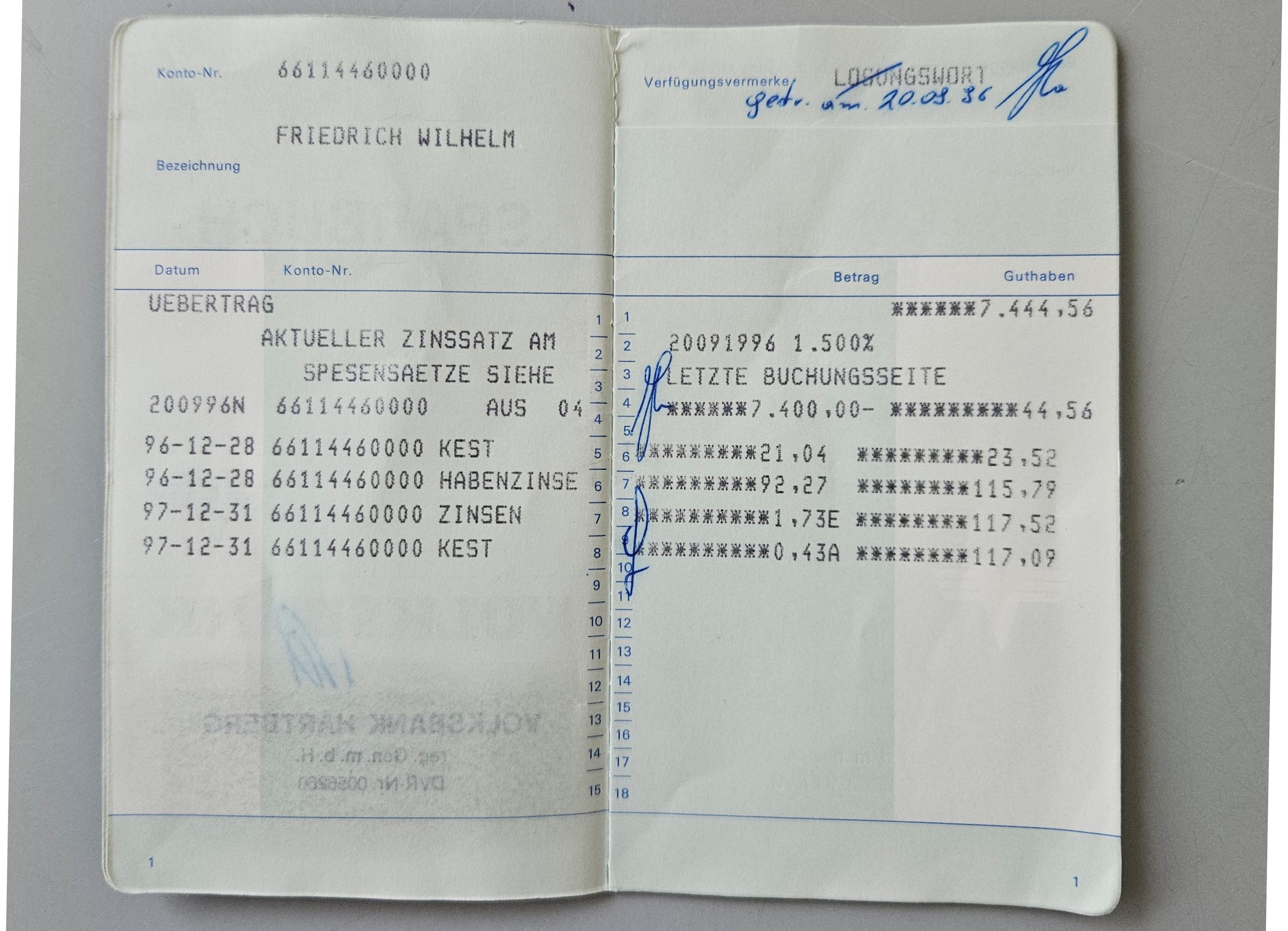
Überbringersparbuch in Schilling 1997

Nach § 31 Abs. 1 BWG sind Spareinlagen Geldeinlagen bei Kreditinstituten, die nicht dem Zahlungsverkehr, sondern der Anlage dienen und als solche nur gegen Ausfolgung von besonderen Urkunden (Sparurkunden) entgegengenommen werden dürfen. Nach der Rechtsprechung ist ein Spareinlagevertrag weder ein Darlehen – wie in Deutschland – noch ein unregelmäßiger Verwahrungsvertrag, sondern vielmehr ein Vertrag sui generis. Auf Grundlage dieses Vertrages übergibt der Kunde der Bank eine Spareinlage, während diese ihm eine Sparurkunde, in der der geleistete Betrag erwähnt ist. Die Ausstellung der Sparurkunde ist für die Begründung einer Spareinlage erforderlich. Der Sparer erwirbt einen obligatorischen Rückforderungsanspruch gegen die ausstellende Bank. Dieses Recht kann abgetreten und verpfändet werden, sofern nichts Gegenteiliges vereinbart wurde. Nach § 32 Abs. 2 BWG können Auszahlungen nur gegen Vorlage der Sparurkunde erfolgen, was dem Sparbuch einen wertpapierrechtlichen Charakter verleiht. Bis November 2000 war es in Österreich für Kreditinstitute statthaft, anonyme Sparbücher (Überbringersparbücher) auszugeben, bei denen der Gläubiger nicht benannt wurde. Eine weitere Einschränkung erfolgte im Juli 2002, als auch die Weitergabe anonymer Sparbücher untersagt wurde. Seitdem dürfen nur noch Namens- und Bezeichnungssparbücher ausgegeben werden, während die nicht weitergegebenen anonymen Sparbücher bis zu ihrer Auflösung bestehen bleiben.

### Schweiz
Sparbücher heißen hier Sparheft oder Bankbüchli. Bei Namenssparheften liegt in der Namensangabe ein deutlicherer Hinweis auf die Person des Berechtigten als im Besitz der Urkunde, auch wenn sie die übliche Klausel enthalten, dass der Schuldner den Inhaber als verfügungsberechtigt ansehen dürfe. Das bedeutet, dass der im Namenssparheft angegebene Name eher als Gläubiger anzusehen ist als der jeweilige Inhaber, auch wenn das Kreditinstitut mit der Inhaberklausel den jeweiligen Inhaber als berechtigt ansehen darf.

### Frankreich
In Frankreich bestehen neben dem normalen Sparbuch „compte d’épargne bancaire“ eine Reihe von (teilweise) steuerbegünstigten Formen der Spareinlage:
- Livret A/Livret bleu
- Livret de développement durable
- Compte épargne logement

Das Livret A ist Frankreichs beliebteste Sparform. 37 Millionen Franzosen verfügen über dieses Sparbuch, dessen Geschichte in das Jahr 1818 zurückgeht. Am 22. Mai 1818 wurde diese Form des Sparbuchs auf Initiative von Benjamin Delessert geschaffen, um der Regierung Ludwig XVIII. zu helfen, die finanziellen Folgen der Napoleonischen Kriege zu schultern. Der Zinssatz des Livret A wird vom Staat festgelegt. Die Zinserträge sind steuerfrei, was ihre Attraktivität deutlich erhöht. Bis 2008 durften lediglich die Sparkassen (Groupe Caisse d’Epargne), die französische Postbank La Banque postale und die genossenschaftliche Crédit Mutuel (unter dem Namen Livret bleu) Livrets A anbieten. Die Sparguthaben mussten an die Caisse des Dépôts weitergereicht werden, die diese für den sozialen Wohnungsbau verwendete. Auf Druck der Europäischen Kommission dürfen seit 2008 auch andere Banken dieses Produkt anbieten.